# Markus Leicht
Markus Leicht, de son vrai nom Jean-Marc Léger, est un écrivain français de litterature fantastique né le 17 octobre 1949 à Aire-sur-l'Adour dans le département français des Landes.

## Présentation
Auteur de nombreuses nouvelles et animateur de diverses revues dans les années 1970 (également sous d'autres pseudonymes tels que John Cray, Jack Steel, Hervé Mohannic, Johnny Sunlight, Bernard Delmas ou Marlus Keitch), il est actuellement libraire à Lyon tout en continuant un travail d'écriture tourné vers le fantastique, la science-fiction et l'imaginaire en général. Il participe régulièrement à divers salons et conventions thématiques en tant que conférencier.
En 1990, il a été filmé par Gérard Courant pour son anthologie cinématographique Cinématon. Il est le numéro 1448 de la collection. En 2004, Gérard Courant lui a consacré un épisode entier de ses Carnets filmés : Causerie d'un Martien en exil à Lyon.

## Œuvres
Roman
- Péronnik l'idiot (2006), éditions Eons

"Dans cet univers à la Terry (Pratchett ou Gilliam, choisissez), Péronnik se frotte (et se pique) à une kyrielle de sortilèges. Il faut voir notre guerrier ventripotent faire face à une bande de géants « dont un géant un peu plus géant que les autres », affronter les arbres mangeurs d’homme, traverser la grande plaine des herbes folles et des champignons coureurs, chasser les boites de conserve sauvages, rencontrer Ah’Nho et sa « Compagnie des glaçons » (toute ressemblance…) ! Tout cela pour espérer récupérer un « cybertonneau quantique à effet de Bretzel double » entre deux cabanes à kebabs !"
Frédérick Houdaer.
Recueil
- Le Passe Rêve (2008), éditions Le Songe des Murènes

Nouvelles
- Un cahier de 280 minutes (avec Sylvie Lainé) (1984)
- Fantôme Rouge 182 (1995)
- Le Boutonneux (1997)
- Le Tueur de cerfs-volants (2000)
- Les Chats d'Aspara (2003)
- Péronnik l'idiot (2003)
- Les Ingénieux du soleil mort (2003)
- Le Gnok (2003)
- Des Fragments de rouille humaine (2004)
- Le Snart chasse toujours (2004)
- La Faute à pas de chance (2004)
- La Maison des ombres (2005)
- Les Jumeaux et le monde en guerre (2006)
- Les Mines du dieu Olyphant (2006)
- Terrain de chasse (2007)
- Chroniques des années matinales (2007)